# Lompolo (Pajala socken, Norrbotten, 750069-182924)
Lompolo är en sjö i Pajala kommun i Norrbotten och ingår i Torneälvens huvudavrinningsområde.